# ジョルジェ・エネスク・フィルハーモニー管弦楽団
ジョルジェ・エネスク・フィルハーモニー管弦楽団 (ジョルジェ・エネスク・フィルハーモニーかんげんがくだん、ルーマニア語: Filarmonica George Enescu)は、ルーマニアのブカレストを本拠地とするオーケストラ。
ジョルジュ・エネスコ・フィルハーモニー管弦楽団 などと表記されることもある。

## 沿革
1868年、オーケストラの前身となるルーマニア・フィルハーモニー協会が組織され、エドゥアルド・ヴァッハマンを初代指揮者として、定期的な演奏会を開始した。1920年からジョルジェ・ジョルジェスクが芸術監督となり楽団は大きな発展を遂げた。
第2次世界大戦後、ジョルジェ・ジョルジェスクが対独協力者として追放され、コンスタンティン・シルヴェストリなどが指揮者を務めたが、1954年にジョルジェ・ジョルジェスクが復帰。

1955年には、それまでの「ブカレスト・フィルハーモニー管弦楽団」から、パリで死去した自国の作曲家ジョルジェ・エネスクの名を冠した「ジョルジェ・エネスク・フィルハーモニー管弦楽団」に改称された。
クリスティアン・マンデアルが指揮者を務めた時代に、海外ツアーを積極的に推進し、4大陸、31か国で公演を行った。

1993年、2002年、2009年と来日公演を行っている。

## 歴代首席指揮者等
歴代首席指揮者は次のとおり。
- エドゥアルド・ヴァッハマン (1868年 - 1906年)
- ディミトリ・ディニーク (1906年 - 1920年)
- ジョルジェ・ジョルジェスク (1920年 - 1944年)
- ジョジュル・コセア (1944年 - 1945年)
- エマノイル・シオマック (1945年 - 1947年)
- コンスタンティン・シルヴェストリ (1947年 - 1953年)
- ジョルジェ・ジョルジェスク (1954年 - 1964年)
- ミルチャ・バサラブ (1964年 - 1968年)
- ドゥミトル・カポイアヌ (1968年 - 1972年)
- イオン・ヴォイク (1972年 - 1982年)
- ミハイ・ブレディチェアヌ (1982年 - 1990年)
- ダン・グリゴレ (1990年 - 1990年)
- クリスティアン・マンデアル (1991年 - 2010年)
- ホリア・アンドレースク (2010年 - 年)
- マリン・カザク (2022年 - 年)[3]